# Pristiglottis coerulescens
Pristiglottis coerulescens är en orkidéart som först beskrevs av Rudolf Schlechter, och fick sitt nu gällande namn av Paul Cretzoiu och Johannes Jacobus Smith. Pristiglottis coerulescens ingår i släktet Pristiglottis och familjen orkidéer. Inga underarter finns listade i Catalogue of Life.